# Опрости ми
Опрости ми (тур. Beni Affet) је турска телевизијска серија, снимана од 2011. до 2018.
У Србији је приказивана од 2014. до 2018. на Хепи телевизији.

## Синопсис
Љубав, освета, бацање, мржња, понос, сиромаштво, богатство, шефови, радници, сви ови елементи прожимају се кроз љубавне приче породице Козан. Осман Козан, богати бизнисмен, захваљујући својој ароганцији и самоубиствима, постао је један од најбогатијих људи у Анкари. Он је строг човек са дисциплином, и то чини његову супругу Зухру и њену децу веома несретном. Али оно што Осман не разуме је да срце жели оно што жели и да не може да управља животима своје деце на начин на који он управља својим запосленима.